# ميتافلوميزون
ميتافلوميزون هو مبيد حشري نصف كربازوني يُستخم في للعلاج البيطري من البراغيث والقراد، ويُباع تحت الاسم التجاري بروميريس، ويجدر هنا الإشارة إلى أن هناك منتج متوقف من البروميريس يُسمى بروميريس داو كان يُستخدم لعلاج الكلاب، وهو عبارة عن مزيج مركب من الأميتراز، ومركب الميتافلوميزون. كانت تركيبة الميتافلوميزون فقط مقاومة للماء وتظل فعالة لمدة 30-45 يومًا، وتستخدم موضعيًا على الجلد في قاعدة العنق.

## مبيدات حشرية مماثلة
يتشابه مركب الميتافلوميزون كيميائيًا مع المبيدات الحشرية التي تنتمي لفئة البيرازولين من حاصرات قنوات الصوديوم، والتي اكتُشفت في مختبرات فيلبس دوفار في أوائل السبعينيات من القرن العشرين، ولكنه أقل خطورة على الثدييات من المركبات السابقة.

## آلية العمل
يعمل مركب الميتافلوميزون عن طريق سد قنوات الصوديوم في الحشرات المستهدفة، مما يؤدي إلى حدوث شلل رخو. يحجب الميتافلوميزون قنوات الصوديوم عن طريق الارتباط بشكل انتقائي بالحالة المعطلة البطيئة، والتي هي سمة من سمات حاصرات قنوات الصوديوم.
يُعتبر الميتافلوميزون عقار محدد للسيطرة على البراغيث والقراد. إلا أنه بالمقارنة المتقاطعة مع مواد مكافحة البراغيث البيطرية الأخرى، لم يظهر الميتافلوميزون أنه يؤدي إلى انخفاض كبير في عدد الإناث البالغة المحتقنة من البعوض. لذلك فمن المحتمل أن تكون فائدته كعلاج للسيطرة على الدودة القلبية غير ذات أهمية عند مقارنتها بالعلاجات المماثلة مثل السيلامكتين، والتي تؤثر على ناقل مرض البعوض.

## التأثيرات السلبية
قررت شركة فايزر أنيمال كير في عام 2011 التوقف عن إنتاج دواء الميتافلوميزون بناءًا على النتائج التي ربطت استخدامه بارتفاع معدل الإصابة باضطراب المناعة الذاتية المعروف باسم الفقاع القرطاسي.